# Anni Sauer
Anni Sauer (* 16. Juni 1906 in Zellerfeld; † 2. Oktober 1989 in Berlin) war eine deutsche Tanzpädagogin.
Sauer ließ sich von 1927 bis 1930 an Rudolf von Labans Choreographischem Institut in Berlin ausbilden. 1931 eröffnete sie in Düsseldorf ihr eigenes Gymnastik- und Tanzstudio. Im gleichen Jahr folgte sie ihrem Bruder Fritz Sauer in die KPD. 1933 emigrierte sie nach Frankreich, 1935 in die Sowjetunion. Während der Stalinschen Säuberungen wurde Fritz hingerichtet und Anni wegen angeblicher Spionage für Deutschland zu Lagerhaft verurteilt. Erst 1955 kam sie frei. 1957 siedelte sie in die DDR über. Aus einer von ihr ehrenamtlich geleiteten Kindergymnastikgruppe entstand 1964 das Berliner Kinder- und Jugendensemble „Musik und Bewegung“, das seit 1988 den Namen „Sadako“ (nach Sadako Sasaki) trägt.